# Gaziantepspor Kulübü 2015-2016
Questa voce raccoglie le informazioni riguardanti la Gaziantepspor Kulübü nelle competizioni ufficiali della stagione 2015-2016.

## Rosa
| N. |                        | Ruolo | Calciatore            |
| -- | ---------------------- | ----- | --------------------- |
| 1  | Lituania (bandiera)    | P     | Žydrūnas Karčemarskas |
| 3  | Turchia (bandiera)     | D     | Elyasa Süme           |
| 5  | Turchia (bandiera)     | C     | Abdülkadir Kayali     |
| 6  | Turchia (bandiera)     | C     | Erdem Şen             |
| 7  | Turchia (bandiera)     | A     | Emre Nefiz            |
| 11 | Nigeria (bandiera)     | A     | John Chibuike         |
| 12 | Svezia (bandiera)      | C     | Daniel Larsson        |
| 14 | Bielorussia (bandiera) | C     | Anton Pucila          |
| 15 | Nigeria (bandiera)     | D     | Gbenga Arokoyo        |
| 16 | Svezia (bandiera)      | A     | Ferhad Ayaz           |
| 20 | Austria (bandiera)     | C     | Muhammed Ildiz        |
| 21 | Turchia (bandiera)     | C     | Mustafa Durak         |
| 22 | Brasile (bandiera)     | C     | Abuda                 |

| N. |                               | Ruolo | Calciatore          |
| -- | ----------------------------- | ----- | ------------------- |
| 26 | Turchia (bandiera)            | D     | Barış Yardımcı      |
| 32 | Turchia (bandiera)            | A     | İlhan Parlak        |
| 33 | Francia (bandiera)            | D     | Prince-Désir Gouano |
| 41 | Turchia (bandiera)            | D     | Hakan Çinemre       |
| 44 | Rep. Centrafricana (bandiera) | A     | Habib Habibou       |
| 50 | Brasile (bandiera)            | D     | Fernando Marçal     |
| 51 | Turchia (bandiera)            | D     | Koray Arslan        |
| 55 | Turchia (bandiera)            | C     | Doganay Kilic       |
| 67 | Turchia (bandiera)            | C     | Alpay Kocakli       |
| 68 | Turchia (bandiera)            | P     | Alperen Uysal       |
| 78 | Turchia (bandiera)            | C     | Hürriyet Gücer      |
| 91 | Turchia (bandiera)            | P     | Bora Sevim          |
| 96 | Turchia (bandiera)            | D     | Ilker Günaslan      |